# Гальченюк Олександр Миколайович
Олександр Миколайович Гальченюк (біл. Аляксандр Мікалаевіч Гальчанюк; 28 липня 1967, м. Мінськ, СРСР) — білоруський і радянський хокеїст, центральний нападник, тренер.
Вихованець хокейної школи «Юність» (Мінськ) (тренер — С. Туманов, Е. Мілушев, А. Владикін). Виступав за: «Динамо» (Мінськ), «Динамо» (Москва), «Мілвокі Адміралс» (ІХЛ), «Айсберен Берлін», «Медісон Монстерс» (CoHL), «Мічиган К-Вінгс» (ІХЛ), «Авангард» (Омськ), «Мілан Вайперз», ХК «Азіаго», ХК «С'єрр», «Хімік» (Воскресенськ), СКА (Санкт-Петербург), «Хімволокно» (Могильов), «Німан» (Гродно).
У складі збірних СРСР і Росії виступав з 1991 по 1996 роки, провів 20 матчів. У складі молодіжної збірної СРСР — учасник чемпіонату світу 1987.
У складі національної збірної Білорусі провів 49 матчів (1 гол, 13 передач); учасник зимових Олімпійських ігор 1998; учасник чемпіонатів світу 1998, 1999, 2000 і 2001, Кубка Канади 1991.
Технічний і фізично розвинений нападник, що володів сильним пасом і схильністю до комбінаційних дій. Вміло підстраховував захисників.
Досягнення
- Чемпіон СРСР (1990, 1991), срібний (1986, 1987), бронзовий призер (1988)
- Чемпіон СНД (1992)
- Фіналіст Кубка СРСР (1988)
- Фіналіст КЄЧ (1990), бронзовий призер (1991)
- Чемпіон Італії (2001)
- Володар Кубка Італії (2001)
- Чемпіон світу серед молодіжних команд (1986)
- Срібний призер юніорського чемпіонату Європи (1985).